# Roman Zvarytch
Oleksandr Lavrynovitch (né le 20 novembre 1953 à Yonkers) est un homme politique, ministre de la Justice ukrainien.

## Formation
Il a fait des études au Manhattan College.

## Parcours politique
Il fut ministre de la justice du gouvernement Tymochenko I et du Gouvernement Ianoukovytch II.
Il a été élu aux VIIIe, VIe, Ve, IVe et IIIe Rada ukrainienne.
Il a siégé à l'Assemblée parlementaire du Conseil de l'Europe, comme suppléant du 21 janvier 2008 au 20 janvier 2013 et du 21 septembre 1998 au 24 juin 2002 puis en tant que membre représentant l'Ukraine du 24 juin 2002 au 20 juin 2005 en appartenant au PP.